# Sarconeurum
Sarconeurum là một chi rêu trong họ Pottiaceae.